# 錦小路幸基
錦小路幸基（にしきこうじ ゆきもと、生没年不明）は、室町時代の公卿。法名は性通。
丹波重直の子で錦小路家の祖。

## 人物
典薬頭に補任された後、永享元年（1429年に）従三位に叙され、翌年出家した。

## 系譜
- 父：丹波重直
- 子：錦小路篤忠